# Desnudo de mujer
Desnudo de mujer, pintat el 1902, és un quadre de Joaquín Sorolla. D'àmplies dimensions, 106 x 186 cm, l'oli sobre tela s'inscriu en l'etapa d'esplendor o culminació de l'artista (1900-1910). No és el primer nu de Sorolla, que en 1887 havia pintat Bacante en reposo, quadre de l'etapa italiana. En un quadre íntim ja havia pintat nua a la mateixa model, Clotilde, el 1884, en un quadre inacabat.

## Temàtica
Nua sobre un llit cobert d'edredó rosa fúcsia, la model femenina, la seva esposa Clotilde, dona l'esquena a l'espectador. Les aigües que provoca la llum en la superfície de l'edredó converteixen el rosa en color pastís o gairebé blanc a vegades, no gaire lluny dels seus colors lluministes. Als peus de la model i enrotllades amb les extremitats, apareixen uns llençols blancs d'encaix.

## Col·lecció
El quadre pertany a la col·lecció del pintor i roman a Madrid des de l'any 1902, col·lecció després convertida en Museu Sorolla des de 1932.